# 日テレプラス プロ野球中継 楽天イーグルス HEAT! LIVE
日テレプラス プロ野球中継 楽天イーグルス HEAT UP!! LIVE（にっテレプラス プロやきゅうちゅうけい らくてんイーグルス ヒート・アップ!! ライヴ）とは、日テレプラス ドラマ・アニメ・スポーツで2013年4月2日から2014年まで放送していたプロ野球中継。

## 概要
CS日本では2012年に福岡ソフトバンクホークスと主催試合におけるCS独占放映権（J SPORTSより移譲）を取得し、傘下の日テレプラスにて「日テレプラス プロ野球中継 HAWKS Perfect Live」として、リーグ戦全72試合を放送したが、2013年からソフトバンクはFOX SPORTS ジャパンとCS独占放映権を締結し、放送が終了した。それに代わり、2012年度はJ SPORTSで放送していた東北楽天ゴールデンイーグルスの主催試合を放送。
製作著作：CS日テレ・楽天野球団、制作：クロステレビビジョン、制作協力：株式会社TCPとなっており、以前楽天主催試合を放送していたJ SPORTS（2012年度）・スカイ・A sports+（2011年以前）の制作体制（球団制作中継＝オフィシャル映像）を継続している。スコア表示などは2011年までのスカイ・A sports+と同じくTCP仕様のテロップを使用。
なお、この中継はPC向け動画配信サービス、「パ・リーグTV」・「ニコニコ生放送」や携帯電話向け動画配信サービス「プロ野球24」にて全試合、BSデジタル放送「TwellV」でも一部試合をサイマル放送を行っていた。
しかし、2015年から再びJ SPORTSで主管試合放送が移行することになり、日テレプラスでの放送は2014年までとなった。2015年以降は本チャンネルでのプロ野球中継予定はない。CS日本でのプロ野球中継は2015年から2017年まで日テレジータス以外皆無だった。

## 対象となる試合
- 楽天イーグルス主催のリーグ戦（セ・パ交流戦を含め全72試合）
- 楽天イーグルス主催のクライマックスシリーズ・パ（全試合）
- 放送時間　原則として試合開始予定時刻15分前（2014年度は16分前）～同4時間後を基本として試合終了まで延長
- 生放送のほか、シーズン中でも深夜～早朝の時間帯に過去の試合で視聴者の反響の大きかった試合を選んで再放送を行っている。なお2013年のパシフィック・リーグクライマックスシリーズ期間中は、放送日付上（実際は翌日未明）での当日再放送が行われた。2014年度はレギュラーシーズン中も、この当日再放送を実施する。（放送時間は日によって異なるが、2-3時台に開始するものであればほぼノーカット（撮って出し）、4時以後の放送であれば試合が長い場合編集して放送する試合もある）
- 日本選手権シリーズは楽天イーグルスが出場しても放送しない（2013年が対象）。

## 題名遍歴
- 2013年　日テレプラス プロ野球中継 楽天イーグルス HEAT! LIVE
- 2014年　日テレプラス プロ野球中継 楽天イーグルス HEAT UP‼ LIVE

## 出演者

### 解説
- 草野大輔（2013年）
- 駒田徳広（2013年）
- 鈴木健（2013年）
- 高橋雅裕（東北放送・BS-TBS・TBSチャンネル解説者兼）
- 松本匡史（東北放送・フジテレビONEプロ野球ニュース解説者兼）
- 杉山賢人（東北放送解説者兼）
- 山村宏樹（東北放送・ミヤギテレビ・東日本放送解説者兼）
- 飯田哲也（ニッポン放送・テレビ東京・東日本放送・BS朝日・仙台放送解説者兼）
- 広橋公寿
- 鷹野史寿
- 牧野塁
- 川岸強
- 塩川達也
- 有銘兼久
- 井上純
- 中濱裕之

### 実況
- 上野晃
- 加藤じろう
- 矢野吉彦
- 松岡俊道
- 島村俊治
- 中田浩光（リポーターも兼任）

### リポーター
- 西村祐美
- マイケル・リーヴァス(2013年)
- 羽村亜美(2014年7月まで)

## テーマ曲
- MONKEY MAJIK「Free to Fly」

## その他
CS日本では他にスポーツ番組を扱うCSの専門チャンネルに日テレジータスがあり、こちらでも「次の瞬間、熱くなれ。THE BASEBALL」という題名で巨人に関係する試合（主管72試合+一部のビジターゲームで日テレ系が放送可能な試合）を生中継しているが、2012年の「ソフトバンク対巨人」戦と同様に、2013年からの「楽天対巨人」戦の試合日は日テレプラス（球団制作）・日テレジータス（日本テレビまたはミヤギテレビ制作）の同時並列実況が行われている。
- 2013年5月23日の「楽天対巨人」戦の試合は、日テレプラスは通常の楽天主管試合と同じ形式（球団製作・TCP/TCN協力）の放送だったのに対し、日テレジータスは日テレから派遣した別の実況・解説者で放送したが、2012年の「ソフトバンク対巨人」2連戦[8]とは事象が異なり、前日の5月22日にミヤギテレビでローカル放送向けの生中継を行っていたため（BSではBS-TBSがTBSテレビ制作の中継を別途放送）、日テレジータスではミヤギテレビの協力を受ける形で、日テレプラスで放送される球団製作の映像に随時ミヤギテレビ制作の独自映像を絡ませる形で現地の放送席に日テレの解説・アナウンサーを派遣する形で放送が行われた（なお22日の日テレジータスでの放送はAFCチャンピオンズリーグ2013放送を優先したため実施されなかった）。
- 2014年は6月14日・6月15日とも並列放送になるが、2013年とは異なり、日テレG+での放送は、第1戦（14日）はミヤギテレビが県内およびテレビ岩手・山形放送向けに放送する内容（解説：山崎武司・山村宏樹、実況：伊藤拓、リポーター：加藤智也・河村亮）をそのまま放送する（BS向けはBS朝日がテレビ朝日制作で別途放送）。第2戦（15日）については映像は日テレプラスと同じものだが、実況部分は日テレから派遣した吉村禎章の解説、平川健太郎アナウンサーの実況による差し替えが行われる（地上波はテレビ朝日制作全国ネットで別途放送）。

## 放送時間内番組
野球中継(当番組)が終わると、時間が余る場合がある。従来なら「勝ち星コレクション」を放送していたが、2014年よりほぼ月刊イーグルスも放送している。また深夜の再放送は放送日によって放送時間を最大5時間（試合翌日2:00-7:00）取っており、さらに時間的な余裕が発生する場合には鉄道車両の映像を放送することもあったりする。